# Guernes
Guernes is een plaats in Frankrijk. Het ligt in een bocht van de Seine en het ligt in het parc naturel régional du Vexin français.

## Kaart
De onderstaande kaart toont de ligging van Guernes met de belangrijkste infrastructuur en aangrenzende gemeenten.

## Demografie
Onderstaande figuur toont het verloop van het inwonertal, bron: INSEE-tellingen. 